# Церква святих Косьми і Даміана (Вишнів)
Церква Святих безсрібників і чудотворців Косьми і Даміана — постійно діючий православний (УПЦ МП) храм у селі Вишнів Любомльського району на Волині. Настоятель - прот. Віктор Самолюк. Церква, багато оздоблена дерев’яними різьбленими деталями, побудована в 1860 році.
Рішення виконкому обласної ради від 03.04.92 року №76 Косьмодаміанська церква віднесена до пам'яток архітектури місцевого значення. Охоронний номер - 207-м.

## Настоятелі
- Федір Хасевич - 1944-1945 (УАПЦ)[1][2]

## Галерея

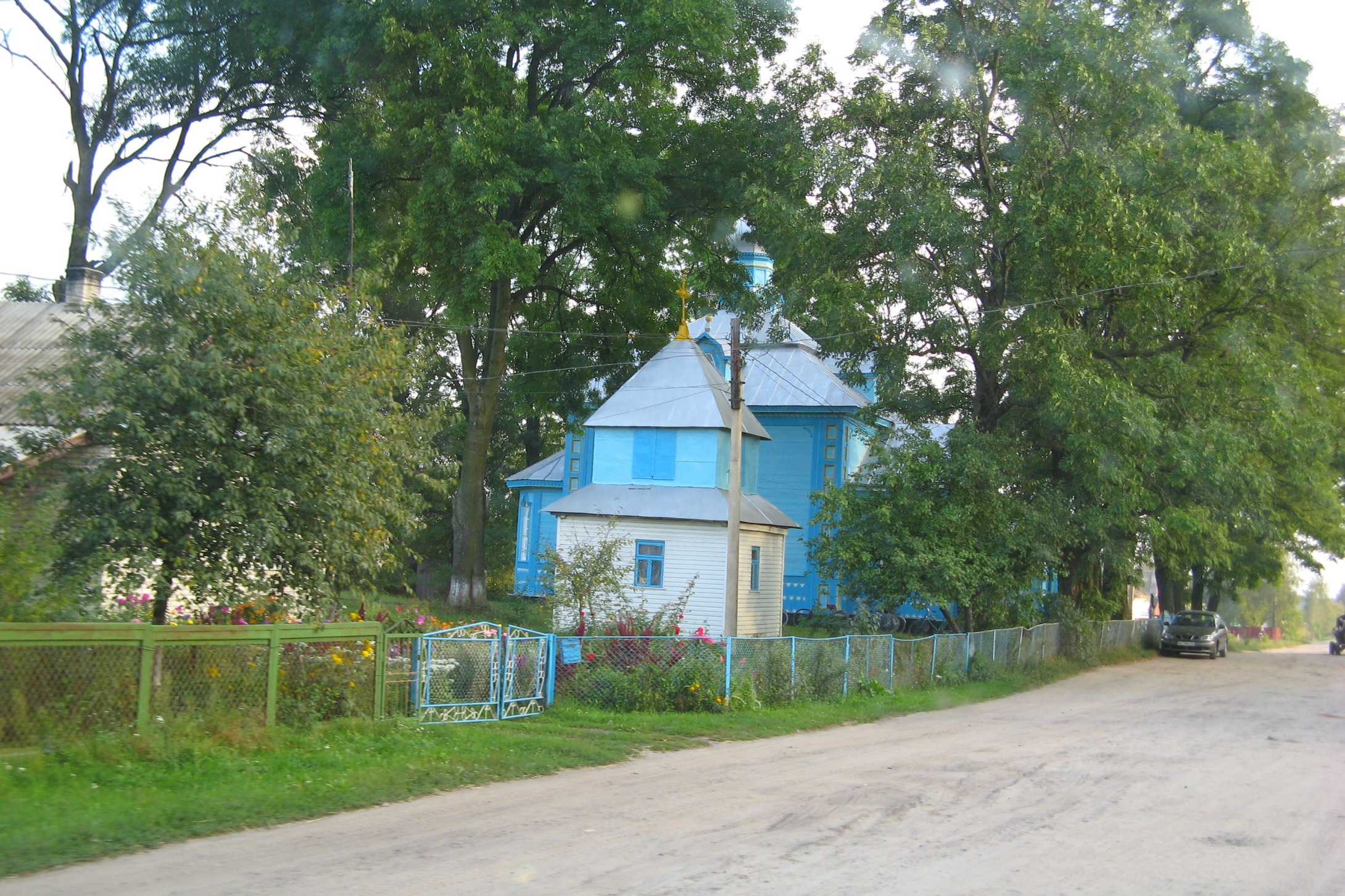
Вигляд храму та дзвіниці з північно-західного боку. Серпень 2007 року
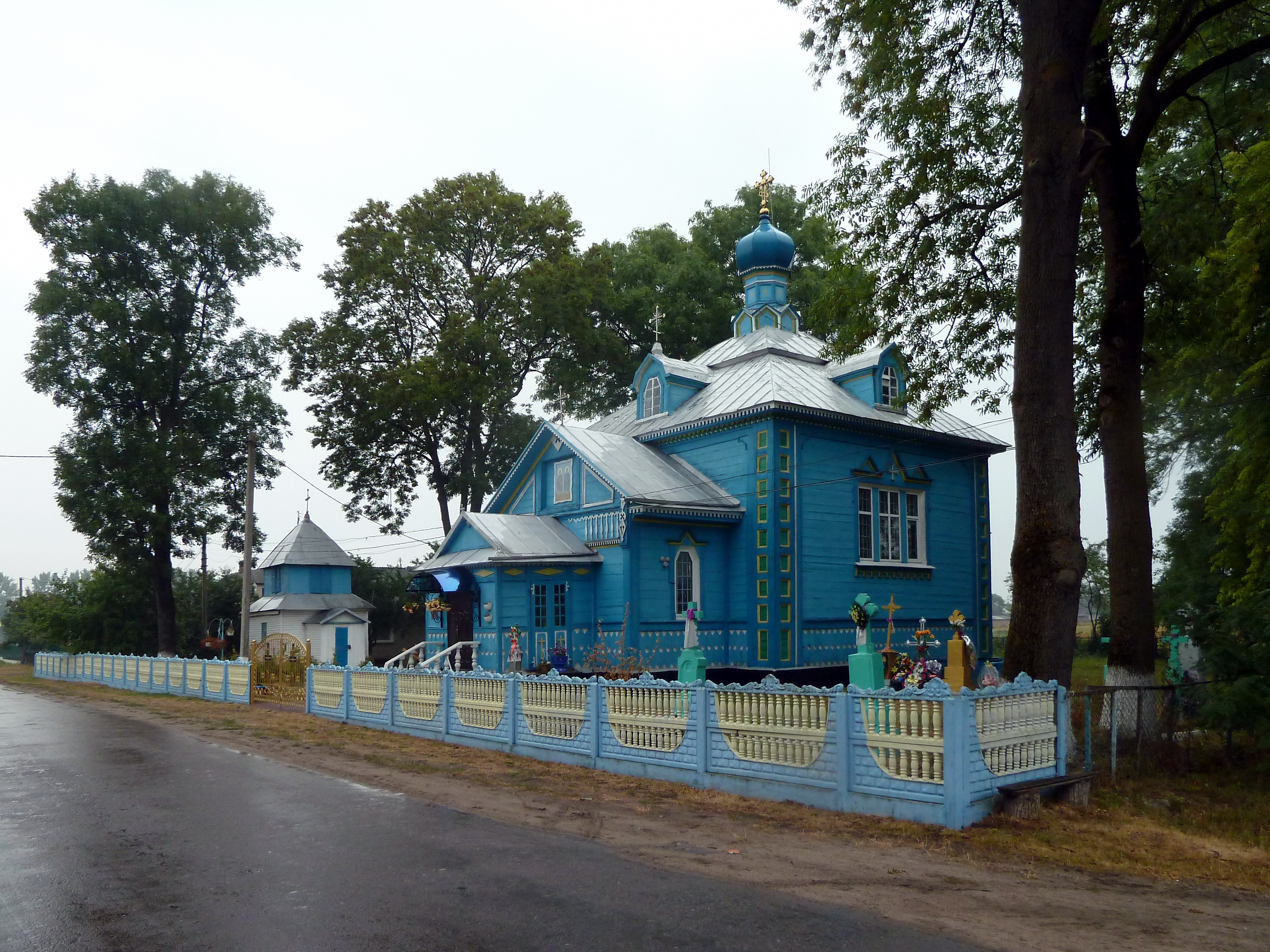
Вигляд з південно-західного боку. Вересень 2015 року